# Sarcotragus pipetta
Sarcotragus pipetta är en svampdjursart som först beskrevs av Schmidt 1868.  Sarcotragus pipetta ingår i släktet Sarcotragus och familjen Irciniidae. Inga underarter finns listade i Catalogue of Life.